# 필리핀 증권거래소
필리핀 증권거래소(PSE, 핀란드어: Pamilihang Sapi ng Pilipinas, 영어: Philippine Stock Exchange)는 필리핀 마닐라에 소재한 증권 거래소이다. 1927년 8월 8일 마닐라 증권거래소가 첫개장했으며, 1992년에 필리핀 증권거래소라는 이름으로 재설립되었다.